# Ixodes colasbelcouri
Ixodes colasbelcouri este o specie de căpușe din genul Ixodes, familia Ixodidae, descrisă de Joseph Charles Arthur în anul 1957.
Este endemică în Madagascar. Conform Catalogue of Life specia Ixodes colasbelcouri nu are subspecii cunoscute.